# Wolfertschlag
Wolfertschlag ist ein Gemeindeteil von Eppenschlag im niederbayerischen Landkreis Freyung-Grafenau.

## Geographie
Das Dorf liegt nordöstlich des Kernortes Eppenschlag an der St 2129. Westlich fließt der Klopferbach und östlich der Muckenbach.

## Baudenkmäler
In der Liste der Baudenkmäler in Eppenschlag ist für Wolfertschlag ein Baudenkmal aufgeführt: der Anfang des 19. Jahrhunderts errichtete Traidkasten (Dorfstraße 8) ist ein zweigeschossiger Blockbau. Er ist zum Teil verschindelt und trägt ein flach geneigtes Satteldach.